# Mianmar
Mianmar (hivatalos nevén: Mianmari Szövetségi Köztársaság, burmai nyelven: ပြည်ထောင်စုသမ္မတမြန်မာနိုင်ငံတော်; korábban Burma) ország Délkelet-Ázsiában, az indiai szubkontinens és az Indokínai-félsziget közötti területen. Határai nyugaton Banglades és India, északkeleten Kína, keleten Laosz, délkeleten Thaiföld, míg délen és délnyugaton az Andamán-tenger és a Bengáli-öböl.
Fővárosa az ország szívében Nepjida, legnagyobb városa pedig az Iravádi torkolata közelében Jangon (Yangon).
1962 óta de facto katonai fennhatóság alatt áll, amely időszakban csak 2011 és 2021 eleje között volt polgári kormány. A 2021 eleji puccs során a katonaság ismét magához ragadta az államhatalmat, letartóztatta a demokratikusan megválasztott képviselőket, szükségállapotot hirdetett, amely tömegtüntetéseket váltott ki és amelyek leverése polgárháborúvá fajult.

## Országneve
Az ország nevét 1989-ben változtatta meg a katonai junta Burmáról Mianmarra, de a demokratikusan megválasztott parlament soha nem ülhetett össze, és nem hagyhatta jóvá a módosítást. Az ellenzék azóta is a Burma alakot használja, s a Mianmar alak megmaradt a totalitárius katonai rezsim szóhasználatának.
Az amerikai kormányzat képviselője, Tony Fratto elnöki szóvivő a következő nyilatkozatot tette 2007. szeptember 27-én, az újabb összecsapások apropóján: „Szándékos, hogy a Fehér Ház Burmáról, és nem Mianmarról beszél, mert nem hajlandó alkalmazni a népét elnyomó totalitárius, diktatórikus rezsim szótárát”. Ezt az álláspontot a külügyminisztérium is megerősítette.

### Nevének kiejtése és átírása
Az ország nevének eredeti kiejtése mijanmar /ˈmjɑnˌmɑː/ (megközelítőleg „Mjanmá”), amelyre a Keleti nevek magyar helyesírása a Mjanma alakot javasolja (382. o.), ezt azonban (feltehetőleg a latin betűs transzkripciók hatására) felülírta a Földrajzinév-bizottság döntése (1991. május 27.), mely szerint a rövid név Mianmar, a hosszú államnév pedig Mianmari Szövetségi Köztársaság.

## Földrajz

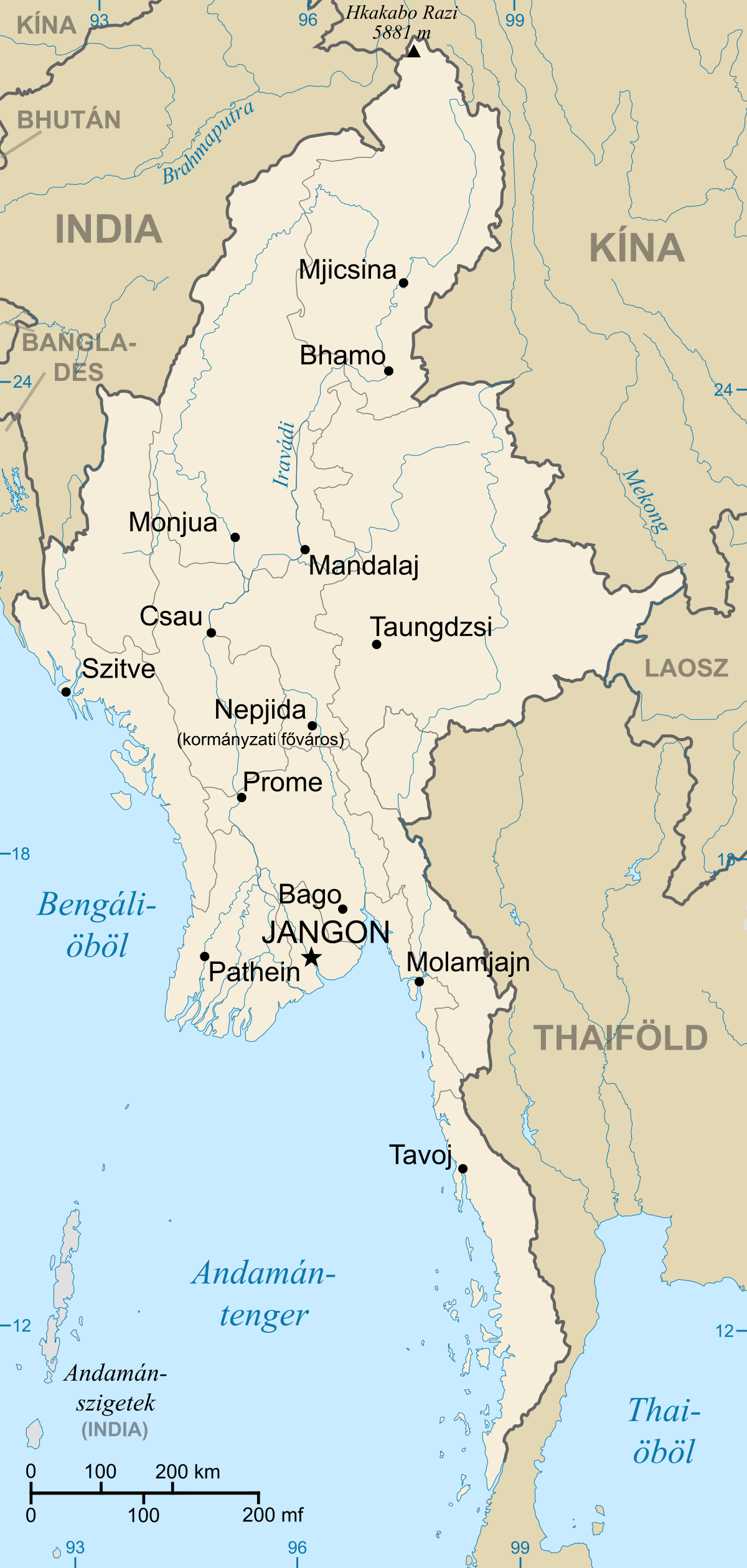
Főbb települések
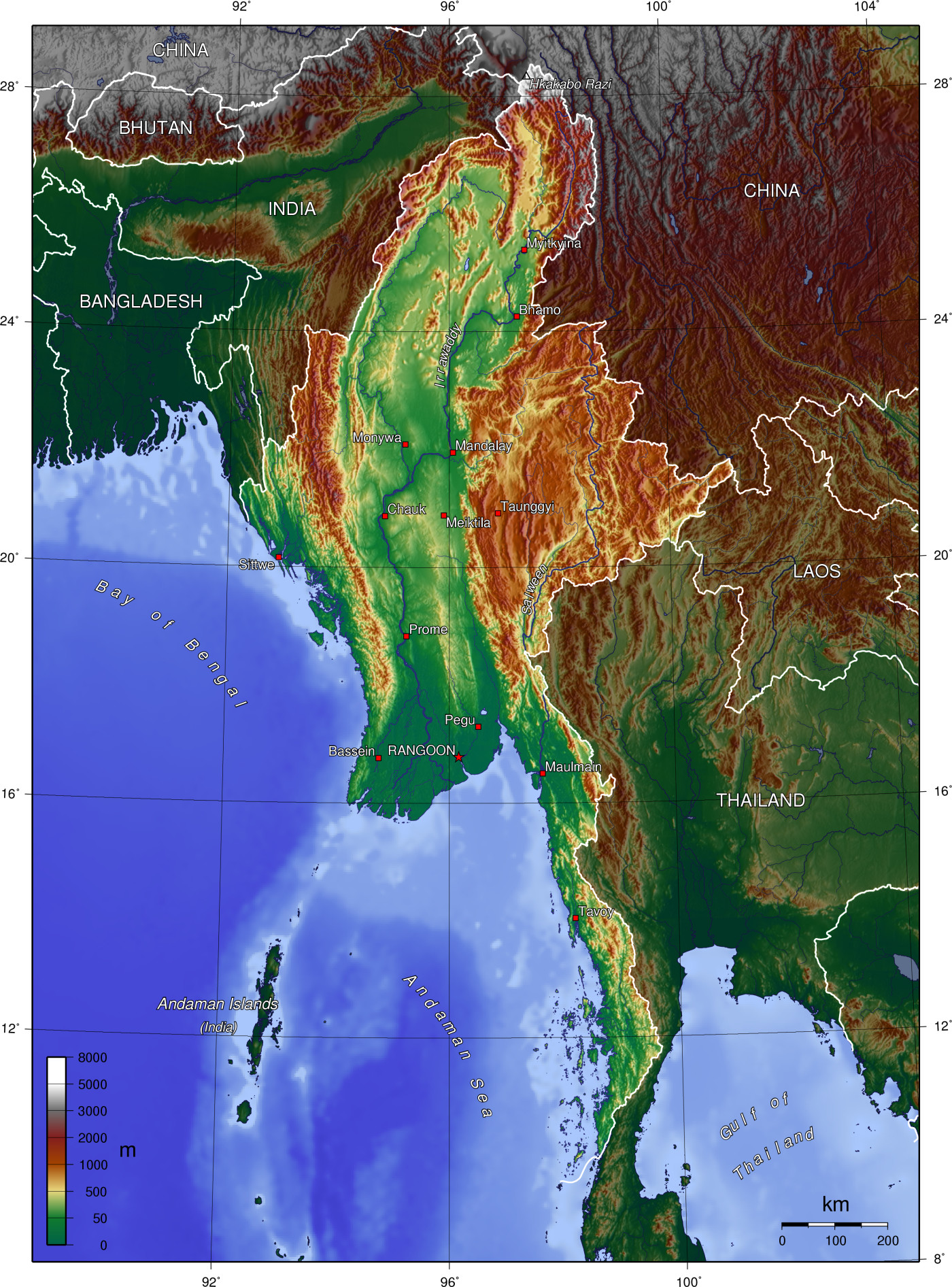
Az ország domborzata
Éghajlati térkép Köppen osztályozásán (angol)

A korábban Burmának nevezett ország Délkelet-Ázsiában, India, Thaiföld és Kína között helyezkedik el, de határos még Bangladessel és Laosszal is. Délen az Andamán-tengerrel, délnyugaton a Bengáli-öböllel határos. Területe nagyjából akkora, mint Ukrajna és Magyarország területe együttvéve.

### Domborzat
Területének jelentős része hegyekkel borított. Északon, északkeleten az Észak-burmai hegyvidék húzódik, amely a Kelet-tibeti hegyvidék folytatásának tekinthető. Nyugaton az Arakan-hegység , amely magába foglalja a Csin- , a Naga- és a Patkai-hegység  vonulatát. Az ország középső részének keleti részén a San-magasföld  és a Karen-hegység , míg Mianmar és Thaiföld között a Központi-hegyvidékhez tartozó Dawna-hegység  található. Ettől délre a két ország között a Tenasserim  vonulata  (thai: ทิวเขาตะนาวศรี) húzódik.
A központi részt az Iravádi-medence foglalja el, déli része termékeny síkság. A medence déli részének tengelyét keleten az É-D-i irányú 1000 m-nél alacsonyabb Pegu-hegység  választja el a Szalven folyó völgyétől.
Legmagasabb pontja az ország északi csücskén található: Hkakabo Razi, 5881 m.

### Vízrajz
A terület vízrajzi tengelye a Himalája gleccsereiben eredő, bővízű Iravádi (Irrawaddy), amely nagyjából É-D-i irányban szeli át az országot és 38 000 km²-es deltával ömlik az Indiai-óceánba. Legfontosabb mellékfolyója a Ny-Burmai hegyvidékből érkező Csindvin.
A Kelet-Tibeti hegyvidékről érkező Szalven meredek falú, mély szurdokvölggyel vágja át a Shan-fennsíkot és az Iravádi-deltától keletre, a Martabani-öbölbe ömlik.
A Mekong igen rövid szakaszon Mianmar és Laosz határán folyik.

### Éghajlat
Burma a trópusi monszunövezethez tartozik. A trópusi monszunra jellemző az esős és forró nyár, télen kevésbé esős, de közepesen meleg hőmérsékletű. A páratartalom általában igen magas.
A délnyugati monszun esős időszaka (az Arakan-hegységben és Tenasserimben évente több mint 5000 mm csapadék hullik) május közepétől október közepéig, a hűvösebb, száraz időszak decembertől márciusig tart. Ezek között két rövid időtartamú forró átmeneti időszak van - április-májusban és október-novemberben. A Shan-fennsík nyugati peremén 2000 mm, a központi síkságon csak 400–1000 mm csapadék hullik évente.
A havi átlaghőmérséklet évszakonkénti eltérése Mandalajban nagyobb (áprilisban 32, januárban 20,5 °C), mint a tengerparthoz közeli Rangunban (áprilisban 30,5, januárban 25 °C)

### Élővilág, természetvédelem

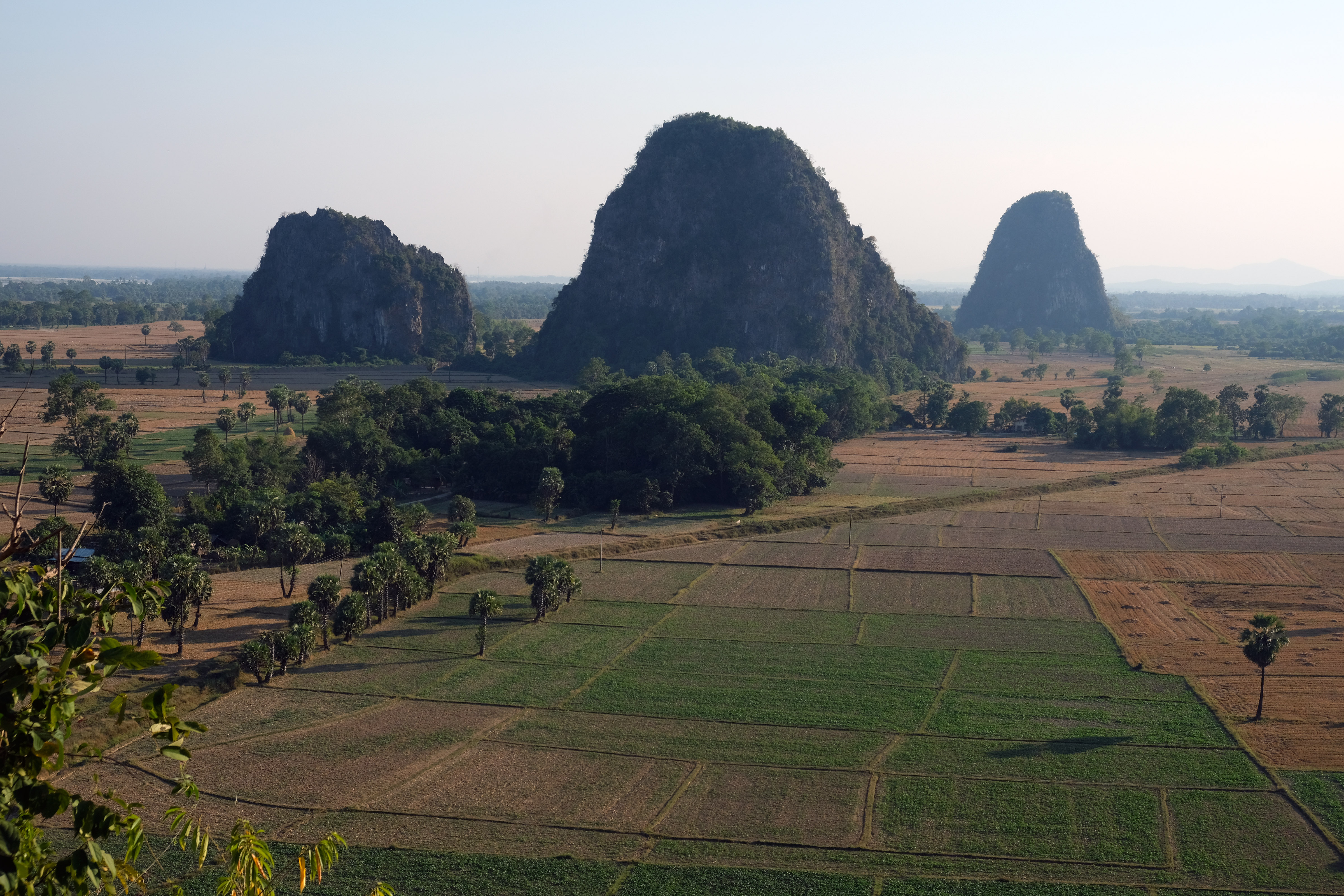
Mészkő hegyek Kayin államban

Az ország közel felét erdő borítja. Északi részén hegyvidéki esőerdők élnek, állományaikban őshonos a tea. A Bengál-öböl partvidékét és a Shan-fennsíkot babérfélék, örökzöld tölgyfajok, magnóliák és fenyők alkotta szubtrópusi esőerdők borítják. Az ország középpontja felé haladva monszunerdők nőnek. Az erdőállomány egy részét kiirtották, helyükre kaucsukfa- és olajpálma-ültetvényeket telepítettek.
Jelentős fája a tíkfa, mellette bambusz, mangrovepálma, kókuszpálma, vasfa, gumifa. Magasabb területeken a tölgy és fenyőfélék, valamint a rododendron fajok borítják a tájat.
Faunája gazdag. 
A tigris és a leopárd előfordul a dzsungelekben. Az északi részeken megtalálható az orrszarvú, szarvas, vad bölény, vaddisznó és az elefánt, melyet sok munkában hasznosítanak. Kisebb emlősök a tapír, gibbon, többféle majom. 800-nál több jelentősebb madárfaj él a területen, köztük sok papagáj. A hüllők közül megtalálhatók krokodilok, kobrák, gekkók és teknősök.

Bengáli tigris, az ország nemzeti állata

### Nemzeti parkok
- Alaungdaw Kathapa Nemzeti Park, Sagaing régió
- Hlawga Nemzeti Park, Yangon régió
- Khakaborazi Nemzeti Park, Kachin állam
- Lenya Nemzeti Park, Tanintharyi régió
- Lampi Island Marine Nemzeti Park, Mergui-szk.
- Loimwe Nemzeti Park, Shan állam
- Mount Victoria Nemzeti Park, Chin állam
- Popa Mountain Nemzeti Park, Mandalay régió
- Tanintharyi Nemzeti Park, Tanintharyi régió

## Történelem

### Korai történelem
Régészeti bizonyítékok vannak arra, hogy a mai Burma területén nagyon régi a civilizáció története. A legrégibb régészeti emlékek barlangfestmények. A holocén idején már gyűjtögető-vadász csoport élt a mai Shan államban, Padah Lin barlangban. A mon  nép volt az első, amelyik az Iravádi folyó síkságán letelepedett, és az i. e. 900-as évek közepéig ők domináltak Dél-Burmában. A monok voltak az elsők Délkelet-Ázsiában, akik felvették a théraváda buddhizmust.
A tibeti-burmai nyelvű pyu nép az 1. század után érkezett, és több városállamot alapított az Irrawaddy völgyének középső részén. A monok és a pyuk távolsági kereskedelme Indiáig és Kínáig terjedt. A pyu királyságok hirtelen hanyatlottak le a 9. század elején, amikor a mai Jünnan területéről az erős Nanzhao királyság többször betört az Ayeryarwady völgyébe. 835-ben Nanzhao a foglyul ejtett pyukat besorozta és elvezényelte őket hazájukból.

### Bagan (1044–1287)

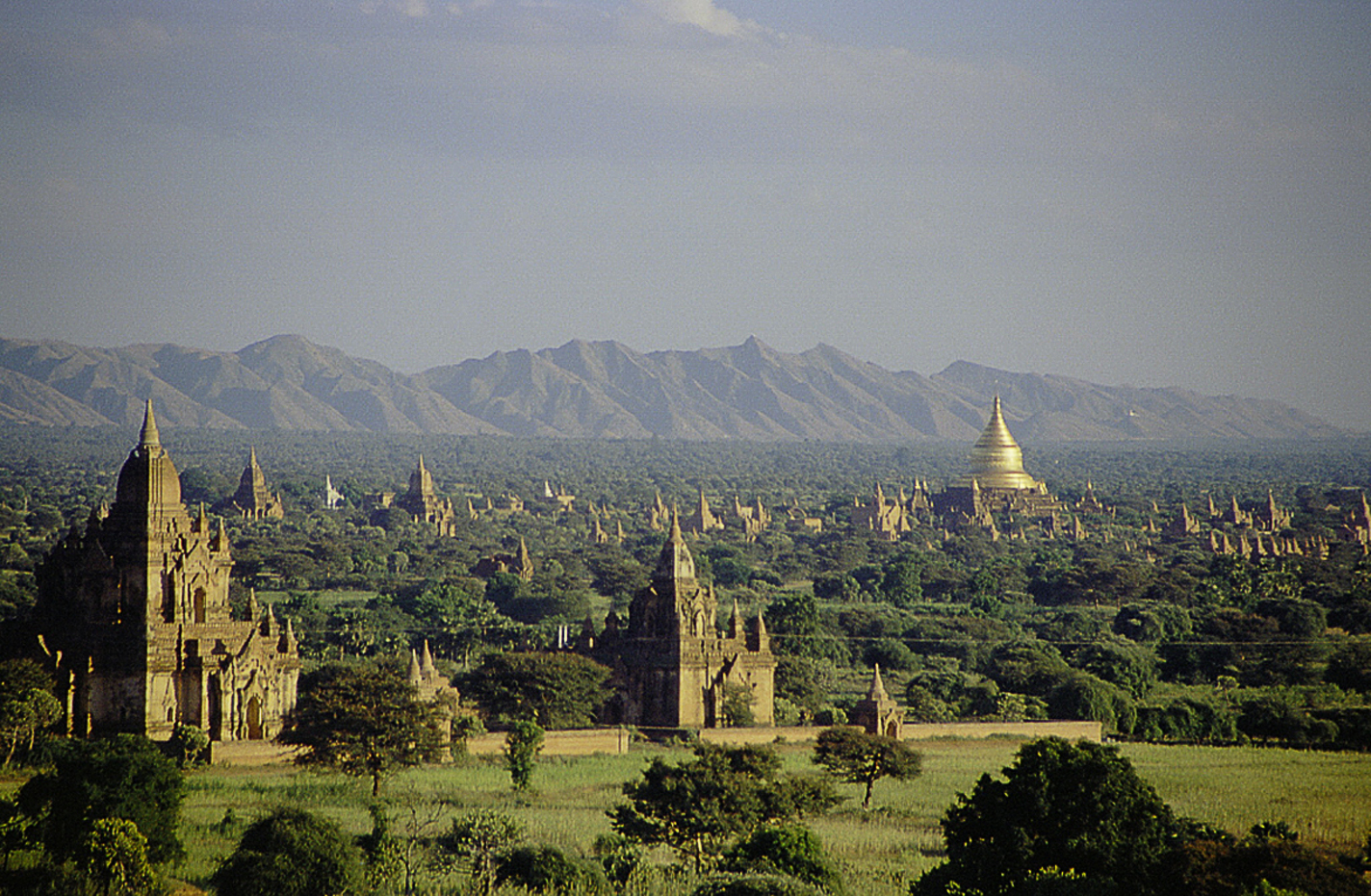
Bagan templomai napjainkban

A tibeti-burmai nyelvű burmaiak, vagy más néven bamarok a mai Yunnanból, Nanzhao királyságból a 7. századtól kezdve vándoroltak az Irrawaddy folyó vidékére. Kitöltötték a pyuk utáni hatalmi űrt, és kis királyságot alapítottak Bagan környékén 849-ben. Anawratha király (1044–1077) uralkodása idején befolyásuk kiterjedt a mai Burma egészére.
Amikor Anawratha elfoglalta a monok fővárosát, Thatont 1057-ben, a burmaiak átvették a monoktól a théraváda buddhizmust. A mon írás alapján kidolgozták a burmai írást. Virágzott a kereskedelem, és Bagan királyságban országszerte nagyszerű templomok és pagodák épültek – sok ma is áll.
Bagan ereje lassan hanyatlott a 13. században. Kubiláj kán mongol csapatai 1277-ben behatoltak Észak-Burmába. Magát Bagant 1287-ben rabolták ki. Bagan két évszázadon át uralkodott az Irrawaddy vidékén.

### Kis királyságok (1287–1531)
A mongolok nem maradtak tartósan a felperzselt Ayeyarwady völgyben. A mongolok idején Jünnanból érkezett thai és shan népeket kiszorították az Ayeryarwady völgyből. Délkelet-Ázsia legerősebb hatalmai a shan államok, Laosz, Sziám és Asszám lettek.
A Bagan állam helyrehozhatatlanul szétaprózódott. Utódállamai:
- Ava vagy Innwa burmai királyság (1364–1555). Utódállama három kisebb királyságnak, amelyet burmaizált shan nemzetiségű királyok alapítottak. Felső-Burmát ellenőrizte, kivéve a shan államokat.
- Pegu vagy Bago mon királyság (1287–1540). Egy monizált shan király, Wareru (1287–1306) alapította és Alsó-Burmára terjedt ki.
- Nyugaton a rakhine nép királysága.
- A shan hegyvidéken több shan állam és Kachin.

A háborúskodás folyamatos volt Ava és Bago között. Később Ava háborúba került a shanokkal is. Ava rövid időre meghódította Rakhinét (1379–1430). Bago többször a teljes vereség közelébe került, de mindig képes volt helyreállítani hatalmát.
Ugyanakkor ez az időszak a burmai kultúra aranykora. Bago királynője, Shin Saw Bu (1453–1472) emeltette a mai is fennálló Shwedagon pagodát.
A 15. század végére Ava meggyengült a folyamatos háborúskodás miatt. Peremvidékei függetlenedtek. 1486-ban Taungu városban Minkyinyo király (1486–1531) elszakadt Avától és egy kicsi független királyságot alapított. 1537-ben Mohnyin (shan nyelven Mong Yang) a shanok élén elfoglalta Avát, és felborította a közel két évszázadon át fennállott hatalmi egyensúlyt. 1555-ig a shanok uralták Felső-Burmát.

### Taungu (1531–1752)

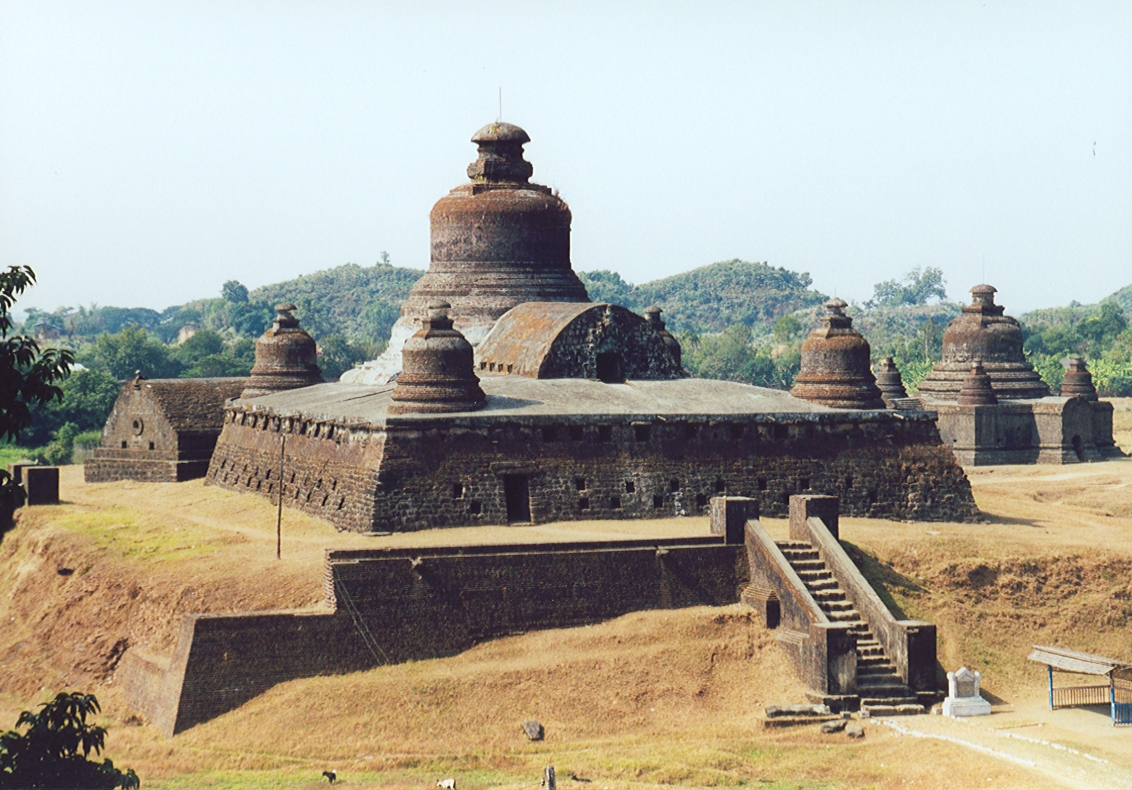
Mrauk U romjai

Egy kisebb burmai királyság, Taungu fiatal, becsvágyó királya, Tabinshwehti (1531–1551) újjászervezte az Avából menekülő burmaiakat. Vereséget mért Bago jóval erősebb mon csapataira és 1540-ben újra egyesítette Alsó-Burmát. Tabinshwehti utóda, Bayinnaung (1551–1581) meghódította Felső-Burmát (1555), Manipurt (1556), a shan államokat (1557), Csiangmajt (1557), Ajutthaját (1564, 1569), Lan Xang-ot (1571). Ezzel Délkelet-Ázsia egész nyugati részére kiterjesztette uralmát. 1581-ben halt meg, a Rakhine elleni támadás előkészítése közben. Akkoriban Rakhine tengeri hatalom volt, a nyugati tengerpart volt uralma alatt egészen a bengáliai Csittagongig. Ebben az időben jelentek meg az országban az első nyugati kereskedők.
Bayinnaung hatalmas birodalma 1581-ben bekövetkezett halála után felbomlott. A sziámiak Ayutthayából 1593-ban kiszorították a burmaiakat. 1599-ben Rakhine csapatai portugál zsoldosok támogatásával kirabolták a Taungoo-dinasztia fővárosát, Bagot. A portugál zsoldosok vezére, Filipe de Brito e Nicote (burmai nevén Nga Zinga) azonnal fellázadt Rakhine ellen és Thanlyin (Syriam) várost portugál uralom alá vonta. Ez volt Burma legfontosabb tengeri kikötője. Az ország káoszba süllyedt.
A burmaiak Anaukpetlun király (1605–1628) vezetésével újjászervezték magukat és 1611-ben megverték a portugálokat. Anaukpetlun a korábbinál kisebb területen, de újjászervezte a burmaiak királyságát. Része lett Felső-Burmában Ava, Alsó-Burma és a shanok államai (Rakhine és Taninthayi kivételével). Thalun király (1629–1648) újjáépítette a háború dúlta országot. Utódai idején, a következő 100 évben a királyság lassan hanyatlott. 1740-ben a mon nép francia segítséggel, sziámi biztatásra sikeresen fellázad, így 1747-ben elszakadt Alsó-Burma, és 1752-ben végleg elbukott a Taungoo-dinasztia, amikor kiszorították őket Avából is.

### Konbaung (1752–1885)
Alaungpaya király (1752–1760) Shwebo városban 1752-ben alapította a Konbaung dinasztiát. 1755-ben alapította Rangun (Rangoon) várost. 1760-ban bekövetkezett haláláig újra egyesítette az országot. 1765 és 1769 között a kínai Csing-dinasztia csapatai négy ízben törtek be Burmába, tartós eredmény nélkül. A kínai behatolás lehetővé tette Bangkok környékén új sziámi királyság megszervezését, amely kiverte a burmaiakat Sziámból az 1770-es évek végén.
Bodawpaya király (1782–1819) sikertelenül próbálta meg visszahódítani Sziámot az 1780-as és az 1790-es években. 1784-ben Bodawpaya személyesen vezette a nyugati Rakhine királyság elfoglalását, amely Bagan bukása óta jelentős függetlenséget élvezett. 1813-ban formálisan bekebelezte Manipurt, a lázadó védnökséget.
Bagyidaw király (1819–1837) tábornoka, Maha Bandula 1819-ben leverte a manipuri lázadást és 1819-ben elfoglalta Asszám független királyságát. Ezek az új burmai hódítások fenyegették Brit Indiát. Az első angol-burmai háborúban (1824–1826) a britek legyőzték a burmaikat. Burmától elcsatolták Asszamot, Manipurt, Rahkinét (Arakan) és Tanintharyi-t (Tenasserim).
1852-ben a belvillongásokban meggyengült Burmát a britek megtámadták. A második angol-burmai háború csak három hónapig tartott. A britek elfoglaltak minden partvidéki tartományt. Ezt a területet elnevezték Alsó-Burmának.
Mindon király (1853–1878) 1859-ben alapította Mandalaj várost, és ide helyezte székhelyét. Jó érzékkel lavírozott az egyre nagyobb veszélyt jelentő, de egymással versengő angol és francia hatalmi érdekek között. Ennek során 1875-ben feladta Kayah (karen) államot. Utódja, Thibaw király (1878–1885) már jóval sikertelenebb volt. 1885-ben a britek, akiket megriasztott a szomszédos Laosz franciák általi elfoglalása, megszállták Felső-Burmát. A harmadik angol-burmai háború (1885) kicsit tovább tartott egy hónapnál. Amikor reális közelségbe került Mandalay főváros eleste, a burmai királyi család Indiába, Ratnagiribe menekült. A következő négy évben a brit csapatok pacifikálták az országot - nem csupán a burmaiak lakta területet, hanem a hegyvidékek shan, csin, és kacsin államait. Kisebb felkelések 1896-ig voltak.

### Gyarmati időszak (1886–1948)
Az Egyesült Királyság 1824-ben kezdte meg Burma meghódítását és 1886-ban kebelezte be azt Brit Indiába. Burma Brit India tartománya volt 1937-ig, amikor különálló önkormányzó gyarmattá alakították.
A britek elősegítették a kereskedelem és az infrastruktúra fejlődését, indiaiakat és kínaiakat telepítettek be, akik gyorsan kiszorították a városokból a burmaiakat. Ekkoriban keletkezett Rangun és Mandalaj indiai lakossága. Vasutak és iskolák épültek, meg sok börtön, köztük a nevezetes Insei Börtön, amit a politikai foglyok számára építettek. A burmai nemzeti érzelem erős maradt. Erősen hanyatlott a hagyományos burmai kultúra tekintélye. A gyarmatosítók elutasították, hogy levegyék cipőjüket, ha belépnek egy buddhista templomba vagy más szent helyre. 1919 októberében Mandalajban az Eindawaya pagoda erőszakos jelenetek színhelye volt. Felháborodott buddhista szerzetesek kidobtak onnan egy csoport brit látogatót, akik nem vették le cipőjüket. Az eset felszította az indulatokat. A szerzetesek főnökét életfogytiglanra ítélték gyilkossági kísérlet miatt. Ettől az esettől kezdve a burmai ellenállás a buddhizmust használta eszközként. Buddhista szerzetesek lettek a függetlenségi mozgalom élcsapata, sokan közülük meghaltak tüntetés közben. Egyik mártír szerzetes U Wisara, aki a börtönben 166 napos éhségsztrájk után halt meg. Amiatt tiltakozott, hogy a buddhista szerzetesek nem hordhatták a börtönben jellegzetes ruházatukat.
George Orwell Burmában szolgált öt évig a rendőrség kötelékében. Írt az itteni tapasztalatairól.
A gyarmati időszakban előfordultak vegyes házasságok európai telepesek és burmai nők között, valamint a britekkel érkezett angol nyelvű indiaiak és a burmaiak között. Így született az angol nyelvű burmai közösség. Ez a közösség befolyásos volt a gyarmati uralom idején és azután is az 1960-as évek közepéig.
1937. április 1-jén Burma külön igazgatott terület lett, az indiai közigazgatástól független. Az 1940-es években Aung San parancsnoksága alatt megalapították a Burmai Függetlenségi Hadsereget. Az alapítók Japánban kaptak katonai kiképzést.
A második világháborúban Burmában volt a délkelet-ázsiai hadszíntér fő frontvonala. A brit közigazgatás összeomlott a japán csapatok előrenyomulása következtében, megnyíltak a börtönök, előjöttek a rejtőzködők. Rangun átállt, kivéve sok angol-burmait és indiait, akik helyükön maradtak. A dzsungelen át nagyjából 300 000 menekült indult Indiába. Közülük csak 30 000 ember érkezett meg. A japánok burmai hadjárata kezdetben sikeres volt és Burma legnagyobb részéből kiszorították a briteket, majd saját bábállamot teremtettek Burmai Állam néven. A britek a Brit Indiai Hadsereg legjobb csapataival ellentámadást indítottak és 1945 júliusára visszafoglalták az országot. Kezdetben sok burmai harcolt a japánok oldalán, de később a Brit Burmai Hadseregben is sok burmai szolgált, különösen a nemzeti kisebbségekhez tartozók. Az Aung San parancsnoksága alatt álló Burmai Függetlenségi Hadsereg és az Arakan Nemzeti Hadsereg 1942–1944-ben a japánok oldalán harcolt, de 1945-ben átállt a szövetségesek oldalára. Burmában a japánok ellen több tízezer indiai nemzetiségű katona is harcolt a britek alatt.
1947-ben Aung San lett a Burmai Végrehajtó Tanács, az átmeneti kormány elnökhelyettese. 1947 júliusában politikai riválisai megölték Aung Sant és a kormány több más tagját.

### Demokratikus Köztársaság (1948–1962)
1948. január 4-én az ország függetlenné vált Burmai Unió néven. Első elnöke Sao Shwe Thaik volt, első miniszterelnöke U Nu. Más korábbi brit gyarmattól és tengerentúli területtől eltérően nem lépett be a Nemzetközösségbe. Kétkamarás parlamentet alakítottak: képviselőházból és a nemzetiségek kamarájából állt.
1961-ben Burma ENSZ képviselője, U Thant lett az Egyesült Nemzetek Szervezete főtitkára; ő volt az első nem európai származású főtitkár, tíz évig szolgált.

### A katonai junta uralma (1962–2011)
A demokratikus uralomnak Ne Win tábornok 1962-es katonai puccsa vetett véget. Ő közel 26 éven át maradt hatalmon. Uralkodása idején vezérfonala a Burma útja a szocializmushoz című mű volt. 1962 és 1974 között Burmát az általa vezetett forradalmi tanács irányította. Az üzleti életet, a hírközlést, az ipari termelést államosították, vagy a kormányzat közvetlen irányítása alá rendelték. 1974-től az egypártrendszerű országban szavazásokat tartottak. 1974 és 1988 között Burma tényleges ura továbbra is Ne Win tábornok volt a Burmai Szocialista Program Párt (BSPP) élén, amely 1964-től 1988-ig az egyetlen legális politikai párt volt. Ebben az időszakban Burma a világ egyik legszegényebb országává vált.
Kezdettől fogva voltak szórványos tiltakozások a katonai uralom ellen. Többnyire diákok szervezték őket és a kormány erőszakkal elnyomta. Az 1962. július 7-én a rangooni egyetemen kitört tüntetés során 15 diákot öltek meg. 1974-ben U Thant temetéséhez kapcsolódó kormányellenes tüntetést a katonák erőszakkal verték szét. Az 1975-ben, 1976-ban és 1977-ben kitört kormányellenes tüntetéseket gyorsan elnyomták. 1988-ban a rossz gazdaságirányítás és a politikai elnyomás ellen az egész országban tüntetések kezdődtek, demokráciát követelve. A biztonsági erők tüntetők ezreit ölték meg. Saw Maunk tábornok államcsínyt hajtott végre és megalakította a Jog és Rend Helyreállításának Bizottságát (SLORC). Ez hadiállapotot hirdetett. A katonai kormány a Népi Gyűlés választásait 1989. május 31-re írta ki. A szocialista kísérlet véget ért, de a katonai diktatúra folytatódott. A következő években aztán gyakran lehetett hallani megfélemlítésekről, felkelésekről, kisebbségek elleni irtóhadjáratokról, sőt vegyi fegyverek használatáról is. A véres népirtások miatt a burmai kisebbségek közül több, mint a sanok függetlenségre törekszenek.
A SLORC az ország hivatalos angol nevét 1989-ben Myanmar Unióra változtatta.
1990 májusában a kormány szabad választásokat szervezett csaknem 30 év után. Aun Szan Szu Kji pártja, a Nemzeti Liga a Demokráciáért (NLD) a 489 képviselői helyből 392-t megszerzett. A SLORC semmisnek nyilvánította az eredményt, megtagadta lemondását. A katonai rezsimet 1992 óta Than Shwe vezeti. A legtöbb etnikai gerillacsoporttal tűzszünetet kötött.
1997. június 23-án Burma belépett a Délkelet-Ázsiai Országok Szövetségébe (ASEAN). 2005 novemberében a fővárost elköltöztették Yangonból a közeli Pyinmana-ba, amelyet 2006. március 27-én a katonai junta hivatalosan átnevezett Nepjidának, "Királyok városának".

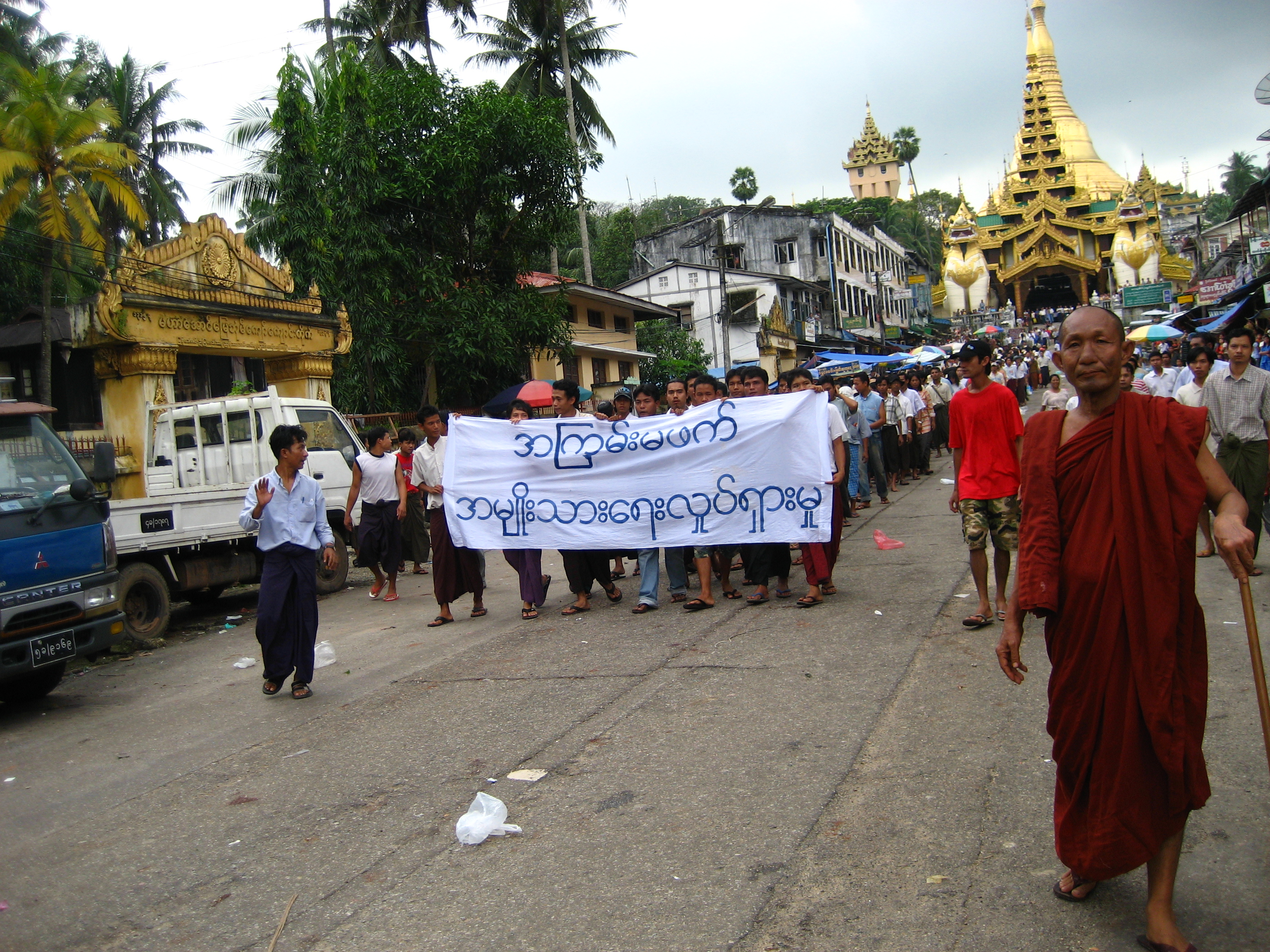
2007-es kormányellenes tüntetők Rangunban

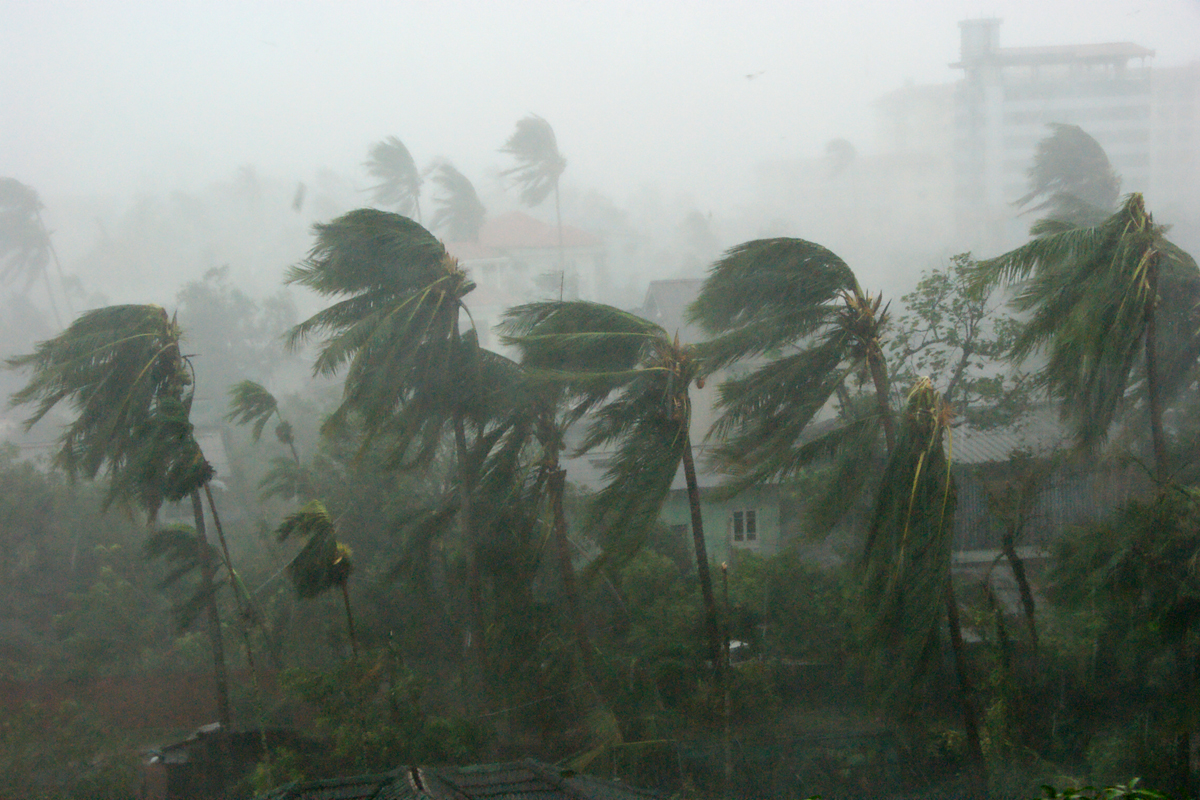
A Nargis hurrikán az ország déli részén pusztít 2008-ban

A 2007-es burmai kormányellenes tüntetések 2007. augusztus 15-én kezdődtek. Közvetlen kiváltó okuk az volt, hogy a kormány megszüntette az üzemanyag ártámogatását. Ennek következtében az üzemanyag ára a korábbi kétszeresére emelkedett, a palackos gáz ára meg egy hét alatt megötszöröződött. A tüntetéseket először a junta megpróbálta gyorsan, keményen elnyomni, tüntetők tucatjait börtönözték be és ítélték el. Szeptember 18-tól kezdve a tüntetésekhez buddhista szerzetesek ezrei csatlakoztak. Az újjászervezett kormány szeptember 26-án szétverte a tüntetéseket. Híresztelések szerint a tüntetések szétverése megosztotta a burmai katonai vezetőket is. Az eseményeket az újságok gyakran említik "sáfrányszínű forradalom" néven.
2008. február 7-én a kormány alkotmányról tartott népszavazást írt ki 2008. május 10-re, és választásokat 2010-re. A népszavazáson elfogadott alkotmány virágzó demokráciát ígér az országnak a jövőben.
2008. május 3-án a Nargis hurrikán pusztított az országban. Irrawaddy divízióban, a sűrűn lakott, rizstermelő deltában a széllökések elérték a 215 km/órát. Beszámolók szerint ezen a vidéken 130 000 ember halt meg, vagy tűnt el. Az anyagi kár 10 milliárd amerikai dollár. Ez volt a burmai történelem legsúlyosabb természeti katasztrófája. A katasztrófa napjaiban Burma izolacionista rezsimje nehezen teljesíthető követelmények elé állította az Egyesült Nemzetek Szervezete repülőgépeit. Ezek a délkelet-ázsiai országokba gyógyszert, élelmiszert és más ellátmányt szállítottak. A kormány nehézkes engedély kiadási gyakorlata széles körű nemzetközi visszhangot váltott ki.
2010–12-ben konfliktus zajlott a thaiföldi határon.
lásd: mianmari határkonfliktus

### Polgári kormányzat (2011-2021)
2010 végén általános választásokat tartottak. Ezután névlegesen polgári kormány alakult, amelynek elnöke Thein Sein nyugalmazott tábornok lett. 2016-ban Aun Szan Szu Kji vette át az államtanácsosi elnöki szerepkört.

##### Rohingyák
A 2017 augusztusban indult katonai művelet kegyetlenkedései miatt a mianmari rohingya iszlám kisebbség több mint 650 ezer tagja a szomszédos Bangladesbe menekült. A mianmari buddhista többség, betelepült jövevényeknek tartja őket, akik állampolgársággal sem rendelkeznek.         
A mianmari hadsereg azt közli, hogy egy, a rendőrségre támadó szélsőséges muszlim szervezet ellen léptek fel.        
Banglades és Mianmar 2018 elején megállapodott a rohingyák fokozatos visszatelepítéséről.

### 2020-as évek

Az ország megosztottsága 2023-ban (csak a rózsaszín területek állnak a junta teljes ellenőrzése alatt)

2021. február elején puccs történt és ismét a katonaság ragadta magához a hatalmat.
A mianmari polgárháború  a mianmari junta (katonai kormány) és szövetségesei, valamint a mianmari nemzeti egységkormány között tört ki, amely utóbbi ellenzéki csoportokból és különböző etnikai milíciákból áll. A helyzet 2021-ben eszkalálódott, amikor a katonai puccs után megalakult az ún. mianmari nemzeti egységkormány (NUG) és a Népi Védelmi Erők más milíciákkal együtt megtámadták a kormányzati fegyveres erőket, válaszul a katonai junta elnyomására.

## Politika
Aun Szan Szu Kji pártja 2016-ban választást nyert, 2021-es megbuktatásáig ő vezette az országot mint államtanácsos. A hadsereg szervezte puccs óta instabil a politikai vezetés az országban.

### Alkotmány, államforma
Az államformája de jure 2010. október 21-e óta alkotmányos szövetségi köztársaság, parlamentáris rendszerrel,
de facto (2021-től) katonai junta irányítja újra az országot.

### Közigazgatási beosztás

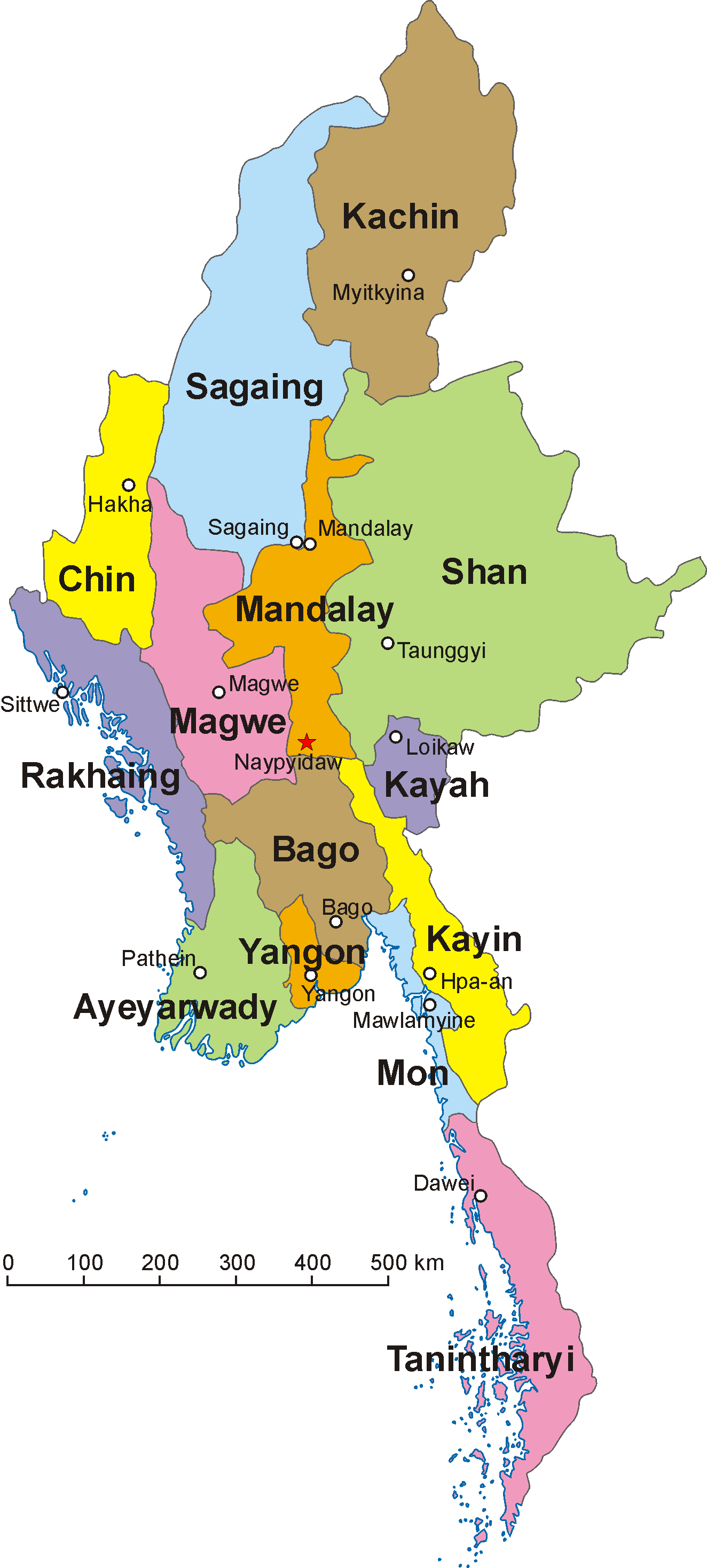
Mianmar államainak és régióinak térképe

Mianmar huszonegy közigazgatási alegységre oszlik, amelyek hét régiót, hét államot, egy szövetségi területet, egy önigazgatású körzetet és öt önigazgatású zónát foglalnak magukban.
Szövetségi terület
- Nepjida

Régiók
- Ayeyarwady régió (fővárosa: Pathein);
- Bago régió (fővárosa: Pégou/Bago);
- Magway régió (fővárosa: Magwe);
- Mandalay régió (fővárosa: Mandalay);
- Sagaing régió ( fővárosa: Sagaing);
- Tanintharyi régió (fővárosa: Tavoy);
- Yangon régió (fővárosa: Yangon).

Államok
A hét állam mindegyike megfelel az országban élő nagy etnikai csoportoknak.
- Chin ;
- Kachin;
- Karen vagy Kayin;
- Kayah;
- Mon;
- Rakhine;
- Shan.

## Népesség

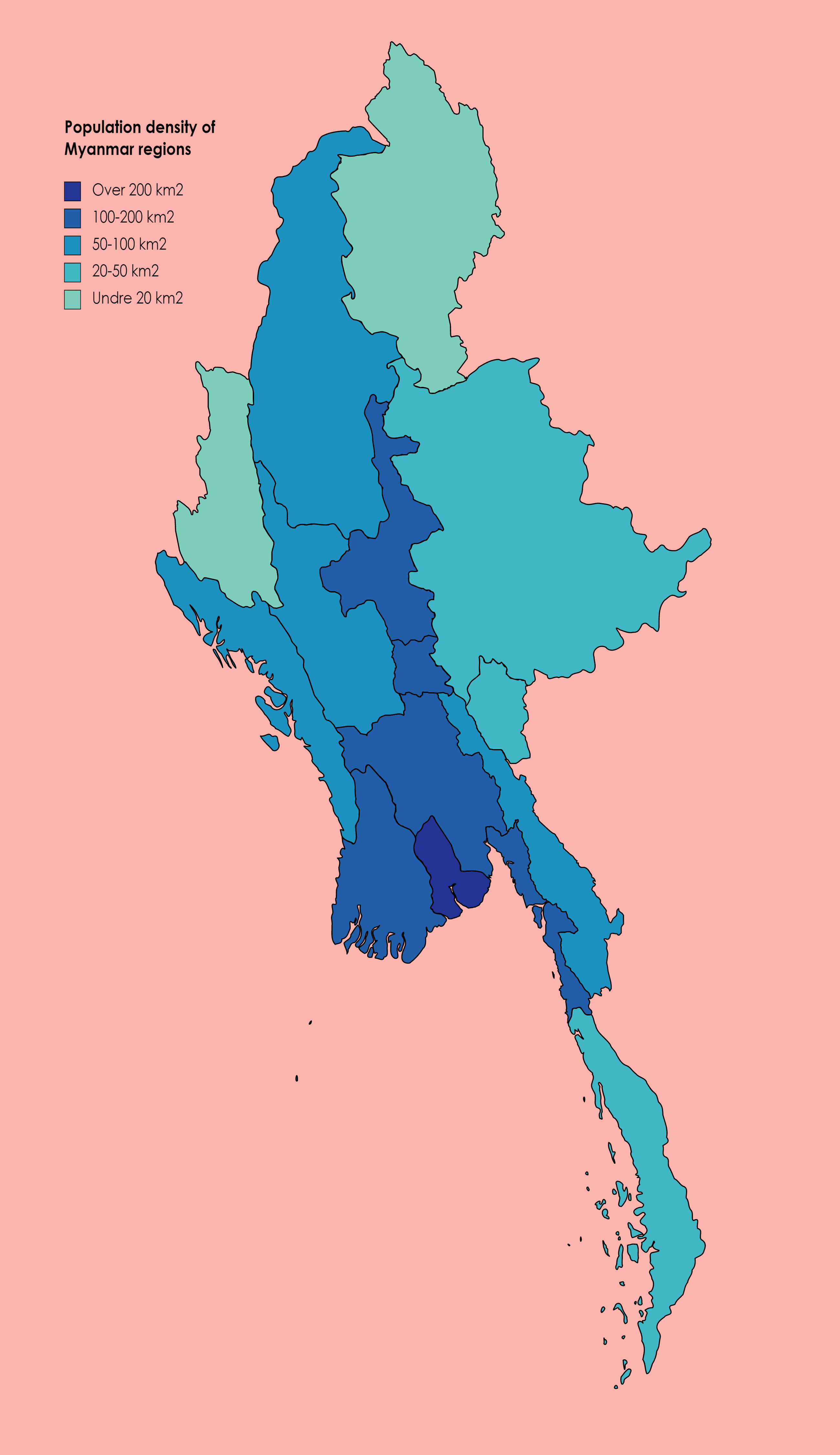
Mianmar népsűrűsége 2014-ben

Népessége 2020 kb. 54,4 millió fő, népsűrűsége 83 fő/km². A legsűrűbben lakott területek az Iravádi folyó völgye, a déli deltavidék, Rangun-Pathein környékén és a Martabani-öböl partvidéke.
Lakosságát etnikai sokszínűség és egyenlőtlen területi eloszlás jellemzi.

### Népességének változása
| Lakosok száma | 21 486 424 | 24 606 874 | 28 517 301 | 32 896 129 | 37 756 446 | 42 123 003 | 45 991 828 | 49 261 313 | 51 174 018 | 53 370 609 |
|               | 1960       | 1966       | 1972       | 1978       | 1984       | 1990       | 1996       | 2002       | 2008       | 2017       |

### Etnikai megoszlás

Etnikai térkép
bamár
csin
karen
kínai
san, kamti
thai
egyéb

A lakosság legnagyobb részét kitevő burmai nép az ország területének kb. felén, az Iravádi sűrűn lakott medencéjében és deltavidékén tömörül, míg a ritkán lakott peremhegységekben mintegy 30 etnikum él.
Becslések alapján a népesség 
- 68%-a burmai (wd) (bamár vagy birmán),
- 9-10%-a san (sun),
- 7%-a karen (kayin),
- 4%-a rakin (rakhine vagy arakan),
- 3%-a han-kínai, 2%-a indiai, 2%-a mon, 2%-a csin (chin), 3%-a egyéb nemzetiséghez tartozik.

A legnagyobb létszámú kisebbség, a thai néppel rokon san keleten, a 2. legnagyobb kisebbség, a keresztény vallásával sajátos kulturális színfoltot jelentő karen DK-en él. A rakinek a Bengáli-öböl parti sávjában élnek és zömmel muszlimok. Az általában városlakó kínaiak és indiaiak szerepe az üzleti életben meghatározó.

### Nyelvi megoszlás
Mianmarban négy nagy nyelvcsalád nyelveit beszélik: sino-tibetit, tai-kadait, ausztroázsiait és az indoeurópait. A sino-tibeti nyelveket beszélik a legszélesebb körben. Ide tartoznak a burmai, a karen, a jingpo, a chin és a kínai (főleg a hokkien). A két fő indoeurópai nyelv a páli, a théraváda buddhizmus liturgikus nyelve és az angol. Összesen több mint száz nyelvet beszélnek.

### Vallási megoszlás
2010-es felmérés alapján a lakosság 80%-a buddhista (zömmel théraváda), 7,8%-a keresztény, 5,8%-a törzsi vallású , 4%-a muszlim, 1,7%-a hindu, a maradék egyéb.
Más felmérés szerint a lakosság 89%-a buddhista.

## Gazdaság

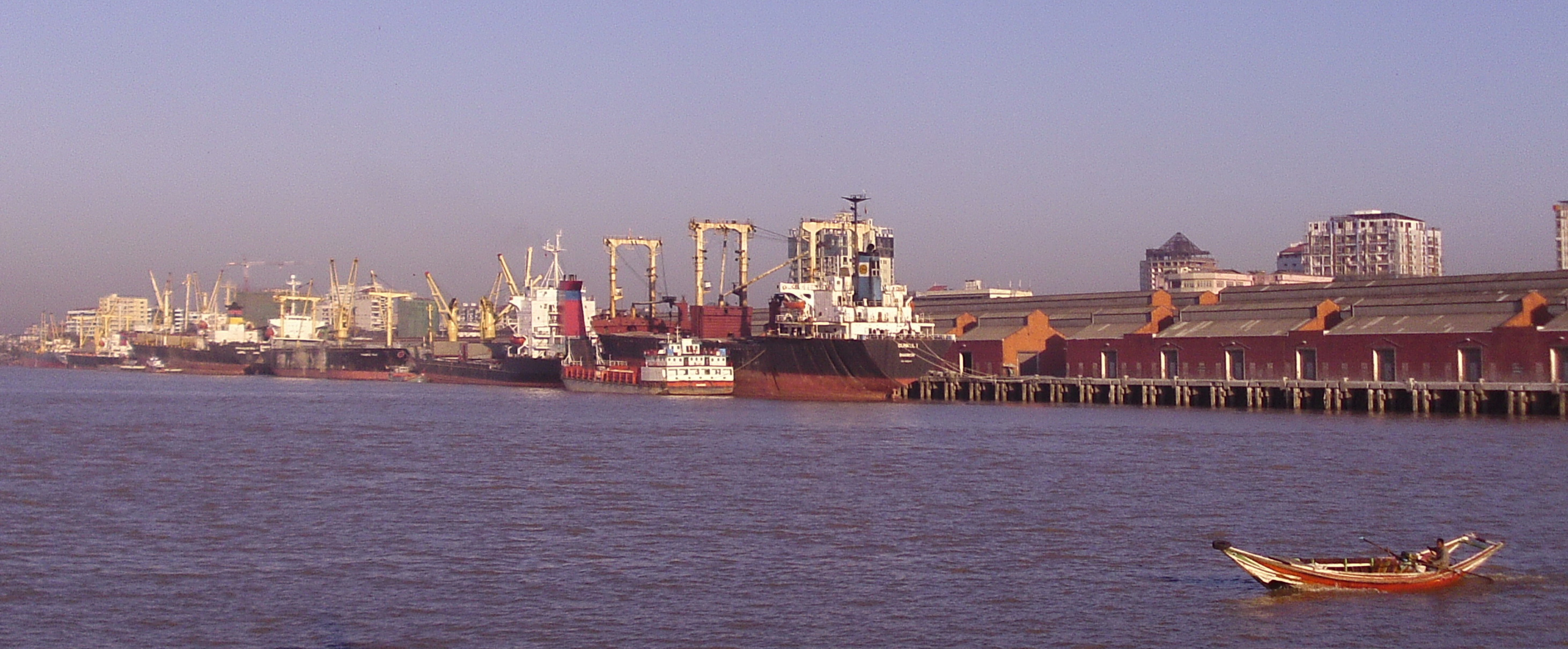
Rangun kikötőjének egy része

Mianmar gazdasága a régió legkevésbé fejlettei közé tartozik és alapvetően mezőgazdasági. A lakosság nagy része közvetlenül mezőgazdasági tevékenységet folytat. A korábbi kormányok elszigeteltségi politikája és a gazdaság rossz irányítása miatt az ország gyenge infrastruktúrával, korrupcióval, fejletlen emberi erőforrásokkal és nem megfelelő tőkehozzáféréssel rendelkezik, ami komoly elkötelezettséget igényel a visszafordítás érdekében.
- A GDP összetétele szektoronként 2014-ben:[27] mezőgazdaság: 37,1%, ipar: 21,3%, szolgáltatások: 41,6%
- A lakosság foglalkozása a 2000-es évek elején: mezőgazdaság: 70%, ipar: 7%, szolgáltatások: 23%
- A lakosság 26%-a él a szegénységi küszöb alatt (2017-ben).[27]

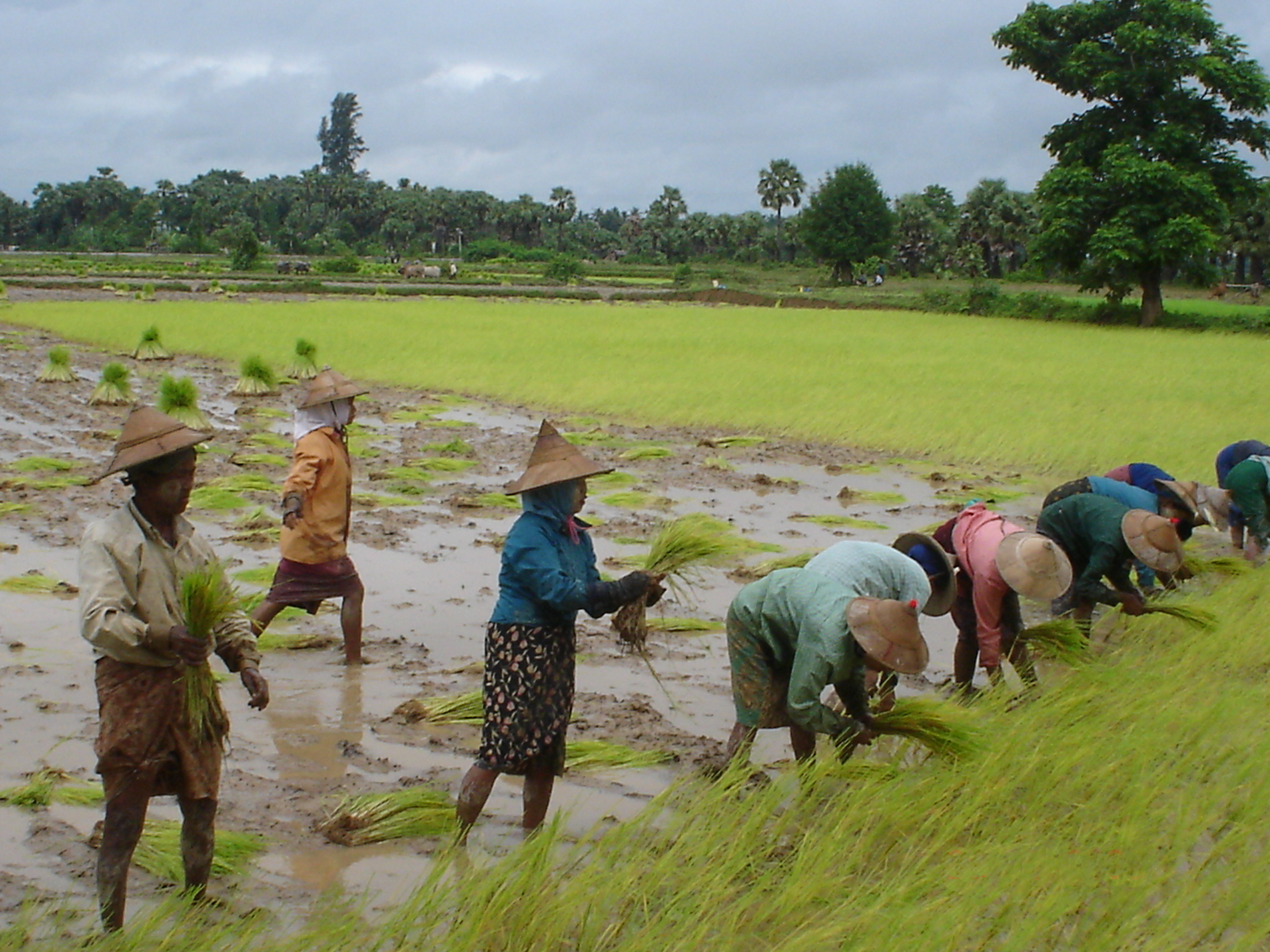
Rizsföldön dolgozó emberek

### Gazdasági ágazatok

#### Mezőgazdaság
Mianmar három mezőgazdasági régióra osztható :
- az Irrawaddy folyó deltájára, ahol a rizstermesztés dominál;
- a nagyrészt öntözött, száraz terület, amely elsősorban rizstermelő terület, de ahol sokféle egyéb növényt is termesztenek;
- valamint a dombvidéki és fennsíki régiók, ahol a legfontosabb az erdőgazdálkodás, de ezen túl a rizs és más növények termesztése is előfordul.

Monszun éghajlatú síkságain a rizstermesztésből exportra is bőven jut. A rizs az ország teljes megművelt területének mintegy 60% -át fedi le. 2008-ban a rizstermelést 50 millió tonnára becsülték.
Az agrárország fő terményei a rizs mellett a kukorica, a tea, a gyapot, a juta, a cukornád, köles, burgonya, manióka, bab, az olajos magvak és a búza.
Az erdőgazdálkodás különösen fontos, mint exporttermék és devizaforrás. Becslések szerint Mianmarban található a világ legnagyobb felhasználható teakfa tartaléka. A teafa a dombok trópusi lombhullató erdeiben található.

#### Ipar
Földje gazdag ásványkincsekben (színesércek), de kitermelésük még nem nagyarányú, viszont a kőolaj- és földgázbányászat már az 1900-as évek elején megkezdődött.
Főbb ágak: mezőgazdasági termékek feldolgozása, faipari termékek, építési anyagok gyártása, textilipar (melynek a juta és a gyapot adja az alapanyagot). Nemzetközi hírű a hagyományos kézművesség (csontfaragás, ékszerészet, selyemszövés)

#### Külkereskedelem
- Exporttermékek: földgáz, faipari termékek, hüvelyesek, bab, hal, rizs, ruházat, jáde és drágakövek
- Importtermékek: szövet, kőolajtermékek, műtrágya, műanyag, gépek, közlekedési eszközök; cement, építési anyagok, kőolaj; élelmiszer-ipari termékek, étolaj

Legfőbb kereskedelmi partnerek 2019-ben:
- Import:  Kína 43%, Thaiföld 15%, Szingapúr 12%, Indonézia 5%
- Export:  Kína 24%,  Thaiföld 24%, Japán 7%, Németország 5%

#### Az országra jellemző egyéb ágazatok
- 2005-ös adat alapján Mianmar a világ második legnagyobb ópiumtermelője és egyik fő amfetamin előállítója.[29]

## Közlekedés
Az országban a közúthálózat hossza 28 200 km, a vasúthálózaté 3955 km. Távolsági közlekedésben a személyszállításban az autóbuszoké a főszerep.
Az angol gyarmati baloldali közlekedésről áttértek a jobboldalira, ám sok még a jobbkormányzott jármű. Főleg autóbuszokon zajlik a személyszállítás. Sok repülőtere van Mianmarnak, ahol bel és külföldi légitársaságok indítanak és fogadnak járatokat. A télen is élvezhető tengervíz miatt számtalan turista keresi fel a parti övezetek turistaparadicsomait. Az évenként 70 ezres személygépkocsi import jelentősen hozzájárul a közlekedési dugók kialakulásához, az úthálózatot ezért gyakran korszerűsítik. Yangon a dugók városa, ezért nagy türelemre van szükség az úti cél eléréséhez.

### Közút
Közúti személyszállításban az országban megtalálható a lovas kocsi (myint hlei), a háromkerekű riksa (hsaik-ka), háromkerekű autóriksa (thoun bein), taxiként szolgáló pick-upok és személyautók, továbbá az autóbuszok minden fajtája: "fapados", teherbusz és légkondicionált. 

### Légi közlekedés
Az országban a 2010-es évek elején három belföldi légitársaság áll rendelkezésre: Myanmar Airways, az Air Mandalay és a Yangon Airways; és 21 repülőtér található, amely közül legfontosabb Rangun nemzetközi repülőtere.  Ranguntól 77 km-re egy új nemzetközi repülőteret is elkezdtek építeni: Hanthawaddy International Airport.

### Vízi közlekedés
Fő kikötők:
- Tengeri: Rangun (Yangon), Sittwe (Akyab), Dawei
- Folyami: Myitkyina, Bhamo, Mandalay, Chauk, Pathein

## Telekommunikáció
| Hívójel prefix | XY-XZ |
| ITU zóna       | 49    |
| CQ zóna        | 26    |

## Kultúra
A kultúrában központi szerepet tölt be a buddhizmus. Burma történelmének első évszázadaiban a monok ismertették meg az indiai kultúrával, valamint a hinduizmus és a buddhizmus tanaival a szomszédos népcsoportokat.
A burmai mindennapi életet a vallási élet, a szertartások gyakorlása, a virágzó hagyományok és a jóslási technikák különböztetik meg a környező országoktól. A vallási élet a hatalmas, városokban és vidéken egyaránt az ég felé törő, harangra emlékeztető buddhista építmények körül zajlik. Sokuk mélyén buddhista relikviákat őriznek, Buddha vélt vagy tényleges földi maradványait (csont, fog, hajszál) és szent tárgyakat, mint a mélyen tisztelt szajadók (Buddhista mesterek) által megáldott ruhadarabok vagy drágakövek.
A burmai kézművesek sokféle anyagból készítenek Buddha-ábrázolásokat és a pagodák környékén, a boltokban, sorokban állnak e szobrocskák. 
A burmaiak hétköznapjait lassú ritmus jellemzi; a nagyvárosokban éppúgy ismeretlen a hajsza és a stressz, mint a falvakban. Mindenki a jobb újjászületésben reménykedik. Az egyszerű élet boldogsága szemmel láthatóan elviselhetővé teszi az anyagi javak hiányát. Valószínűleg a világ legjámborabb népei közé tartoznak és talán egyben ők a legbuzgóbb buddhisták is az egész világon. A buddhizmus oly mértékben áthatja a mindennapokat, hogy a burmai művészek alkotásainak nagy részét is jelentősen befolyásolja.

### Kulturális intézmények
Mianmar legkiemelkedőbb kulturális intézményei közé tartozik az állami tánc-, zene-, dráma- és képzőművészeti iskola Yangonban és Mandalayban, valamint a Nemzeti Művészeti és Régészeti Múzeum Yangonban. Van egy régészeti múzeum Baganban is. Számos más múzeum a nemzeti és a regionális történelemre összpontosít.

### Művészetek
A 3–9. századból származó építészeti emlékek egyértelműen indiai hatásról tanúskodnak. Két típusuk van: a sztúpák (buddhista egyházi építmények az ereklyék megőrzésére), és a templomok. A legrégibb sztúpák (Promenál) a késői Gupta-periódus (300–500) indiai megfelelőire emlékeztetnek.
A burmai építőművészet a buddhizmus által meghatározott Pagan-periódusban (1044-1287) érte el virágkorát. A sztúpákat és a templomokat gyakran fallal vették körül.
A Pagan Birodalom széthullása után a művészetek is elsorvadtak. Reneszánszuk csak a 16. század folyamán következett be. Avában, Amarapurában és Mandalayban, – a három királyi székvárosban – sok kő- és faház épült. Az aranyműves munkák és az elefántcsonttal, tükörüveggel berakott, aranyozott fafaragványok tanúskodnak arról, hogy a burmaiak ma is mesterei a kézművességnek.

### Hagyományok, szokások

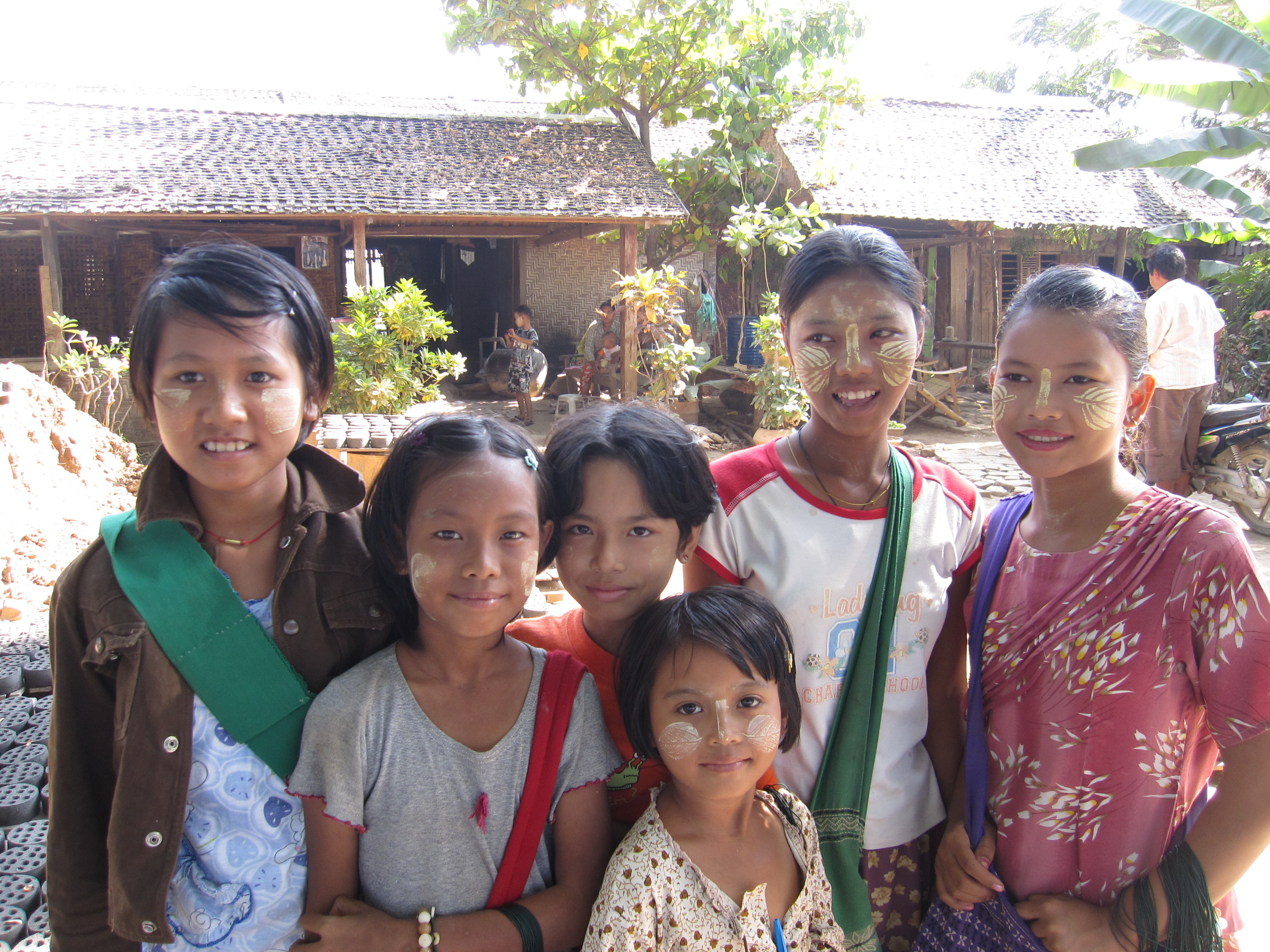
Gyerekek jellegzetes burmai "thanaka" pasztával

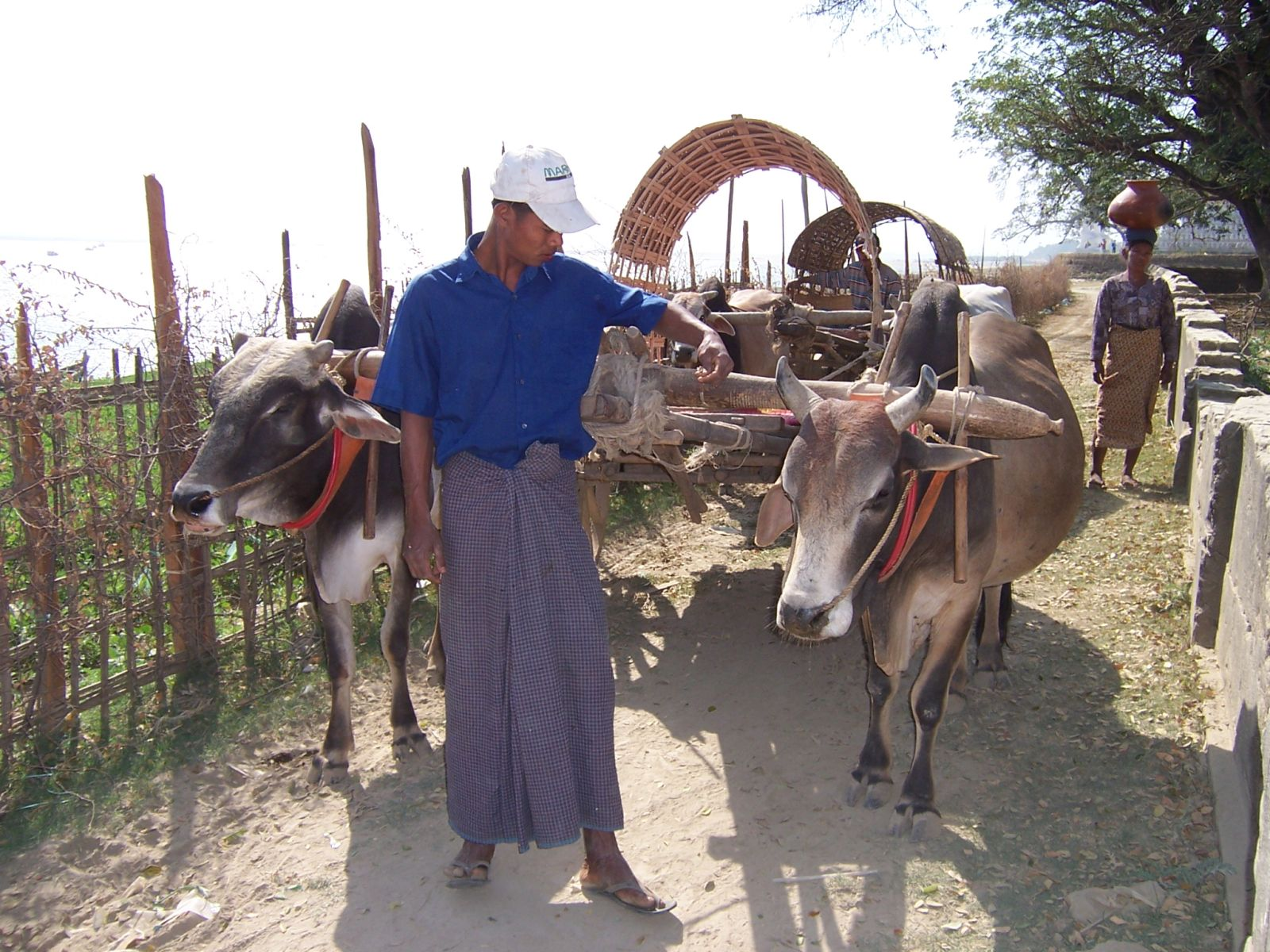
Férfi és nő londzsiban

### Gasztronómia

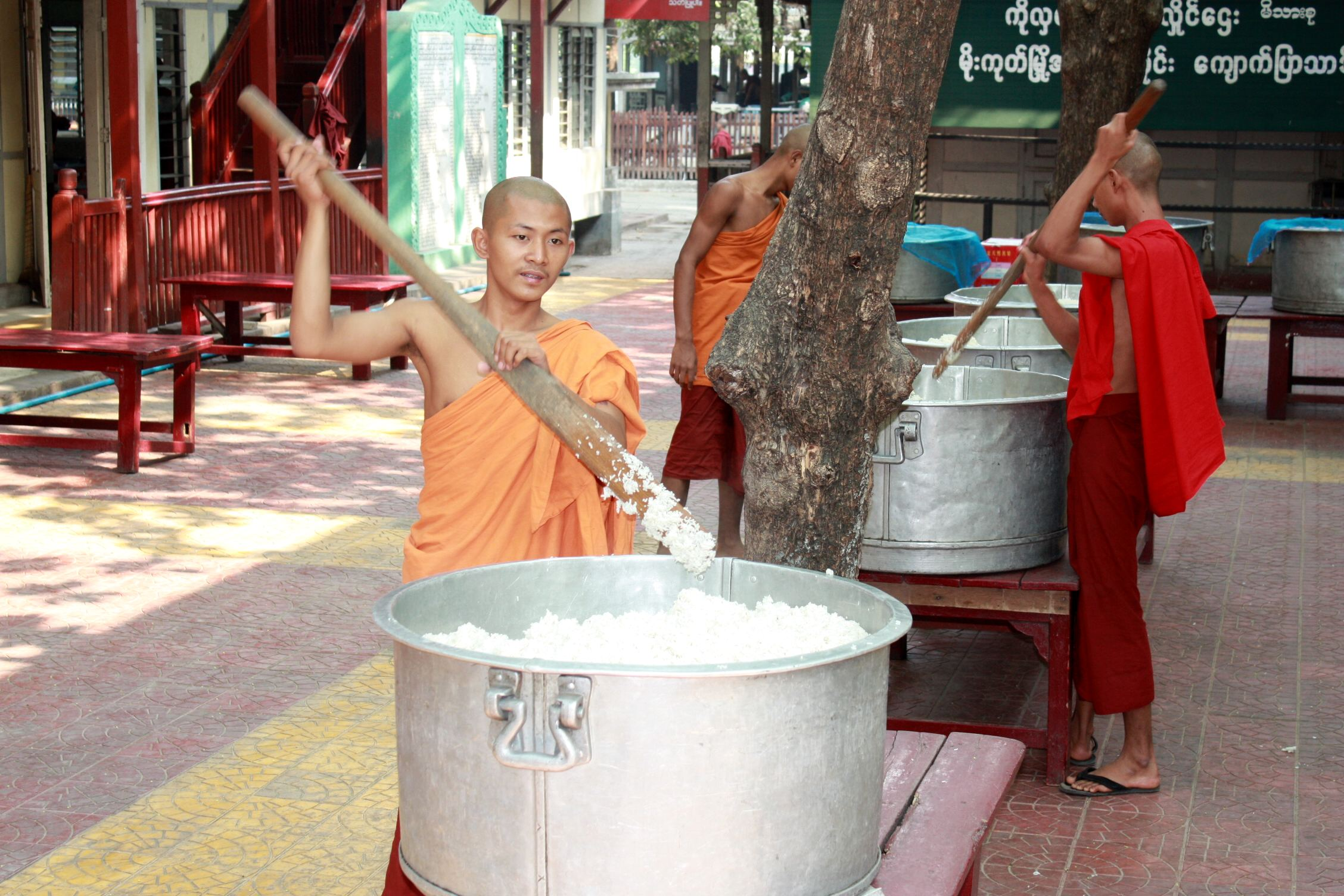
Buddhista szerzetesek a rizst készítik egy kolostor területén

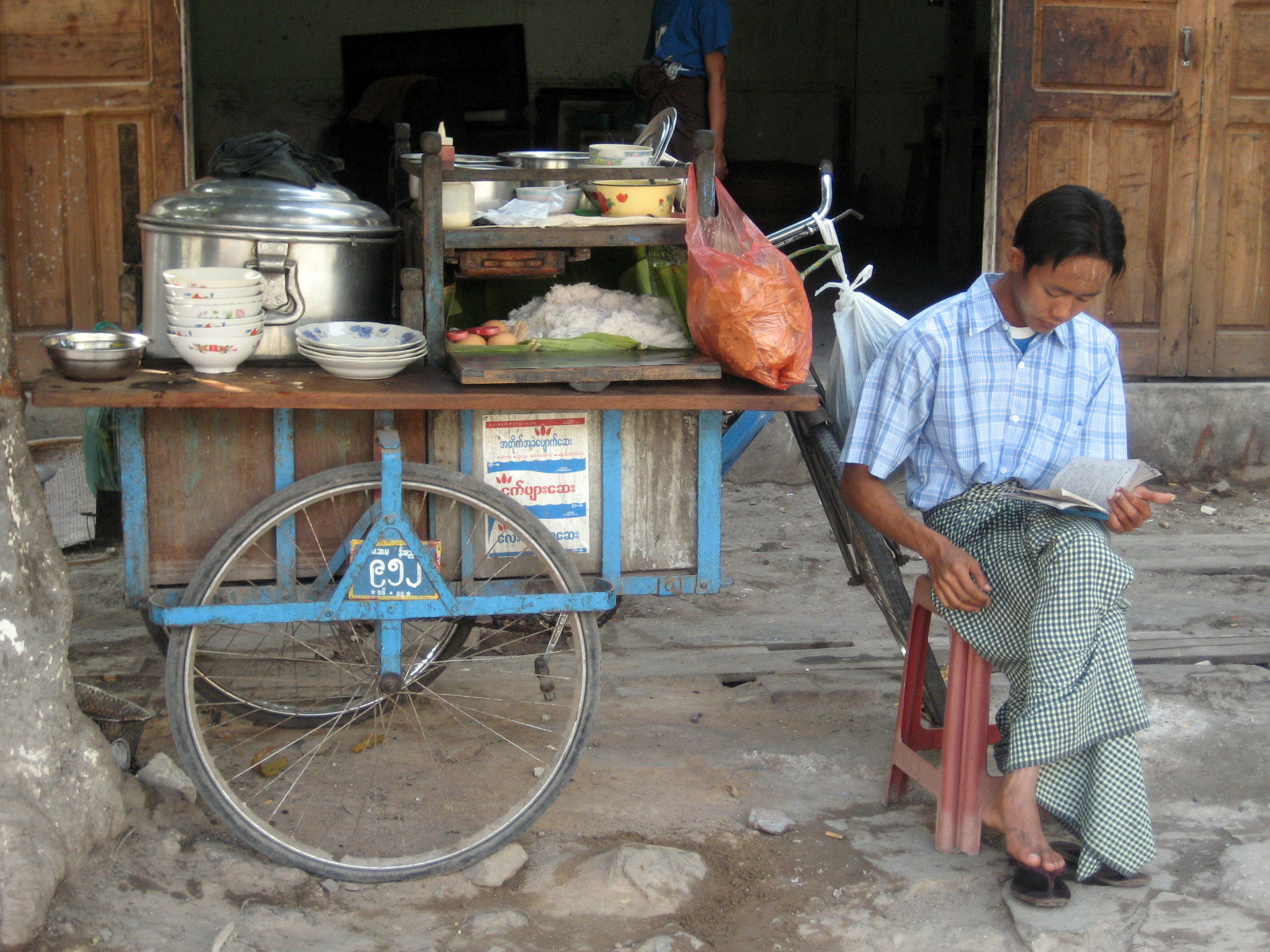
Utcai ételárus (mohinga) Mandalayban